# Олгица Андрић
Олгица Андрић је професорка италијанског језика и књижевности, стални судски преводилац за италијански и португалски језик и новинарка. Пажњу јавности привукла је 2014. године, када је на Фејсбуку покренула хуманитарну акцију „Преводилачко срце”. Живи и ради у Новом Саду.

## Образовање и радна биографија
Олгица Андрић дипломирала је италијански језик 2002. године на Филолошком факултету Универзитета у Београду. Године 2001. завршила је стручну специјализацију за наставнике италијанског језика као страног на Универзитету Данте Алигијери у граду Ређо Калабрија (Италија). Године 2013. завршила је специјализацију за сталног судског тумача за италијански језик при Министарству правде Републике Србије. Живи и ради у Новом Саду.
Олгица Андрић почела је да се бави новинарством још током студија, 1998. године. До 2010. године ради као новинар у различитим медијским кућама (Месечни магазин „Суперспорт”, Блиц њуз, СОС канал, Телевизија Панонија) где прати различите теме: друштво, спорт, школство, моду, музику, здравље.
Од 2010. године ради као преводилац и као наставник италијанског и португалског језика у неколико школа.

## Акција „Преводилачко срце”
Олгица Андрић је 2014. године окупила око 300 својих колега на Фејсбук групи „Преводилачко срце”, пре свега волонтера, који бесплатно преводе медицинску документацију људима са територија бивше СФРЈ који се лече у иностранству. У овој племенитој акцији учествују преводиоци из Србије, Босне и Херцеговине, Хрватске, Црне Горе, Македоније, Италије и дијаспоре. Уколико је за превод потребна овера судског тумача, и то раде бесплатно јер међу волонтерима имају сталне судске преводиоце. Документација се најчешће преводи на енглески, немачки и италијански језик, али се јављају и други језици, попут француског, холандског, руског и данског.
Мотив за покретање ове хумане иницијативе Олгица је пронашла у чињеници да многи пацијенти у Србији не могу да добију адекватну медицинску помоћ, те се упућују у иностранство ради лечења. Поред великих трошкова које изискује хоспитализација, велике суме новца људи троше за превођење медицинске документације на страни језик. Цене превода су високе, а готово сваком пацијенту су потребни преводи за више докумената.
Године 2016. акција „Преводилачко срце” предложена је за Октобарску награду Новог Сада, али је кандидатура одбачена због недостатка информација о иницијативи.